# Folha do Turismo
Folha do Turismo é uma revista de periodicidade mensal do grupo Folha Dirigida. É distribuído em várias cidades do Brasil.